# Barksjön, Norrbotten
Barksjön är en sjö i Piteå kommun i Norrbotten och ingår i Jävreåns huvudavrinningsområde. Sjön har en area på 0,212 kvadratkilometer och ligger 21 meter över havet.

## Delavrinningsområde
Barksjön ingår i det delavrinningsområde (723945-176663) som SMHI kallar för Mynnar i havet. Medelhöjden är 34 meter över havet och ytan är 14,88 kvadratkilometer. Räknas de 20 avrinningsområdena uppströms in blir den ackumulerade arean 195,66 kvadratkilometer. Avrinningsområdets utflöde Jävreån mynnar i havet. Avrinningsområdet består mestadels av skog (68 procent). Avrinningsområdet har 0,3 kvadratkilometer vattenytor vilket ger det en sjöprocent på 2 procent. Bebyggelsen i området täcker en yta av 1,99 kvadratkilometer eller 13 procent av avrinningsområdet.